# Мірче
Мірче (пол. Mircze) — село в Польщі, у гміні Мірче Грубешівського повіту Люблінського воєводства. Населення — 1450 осіб (2011).

## Історія

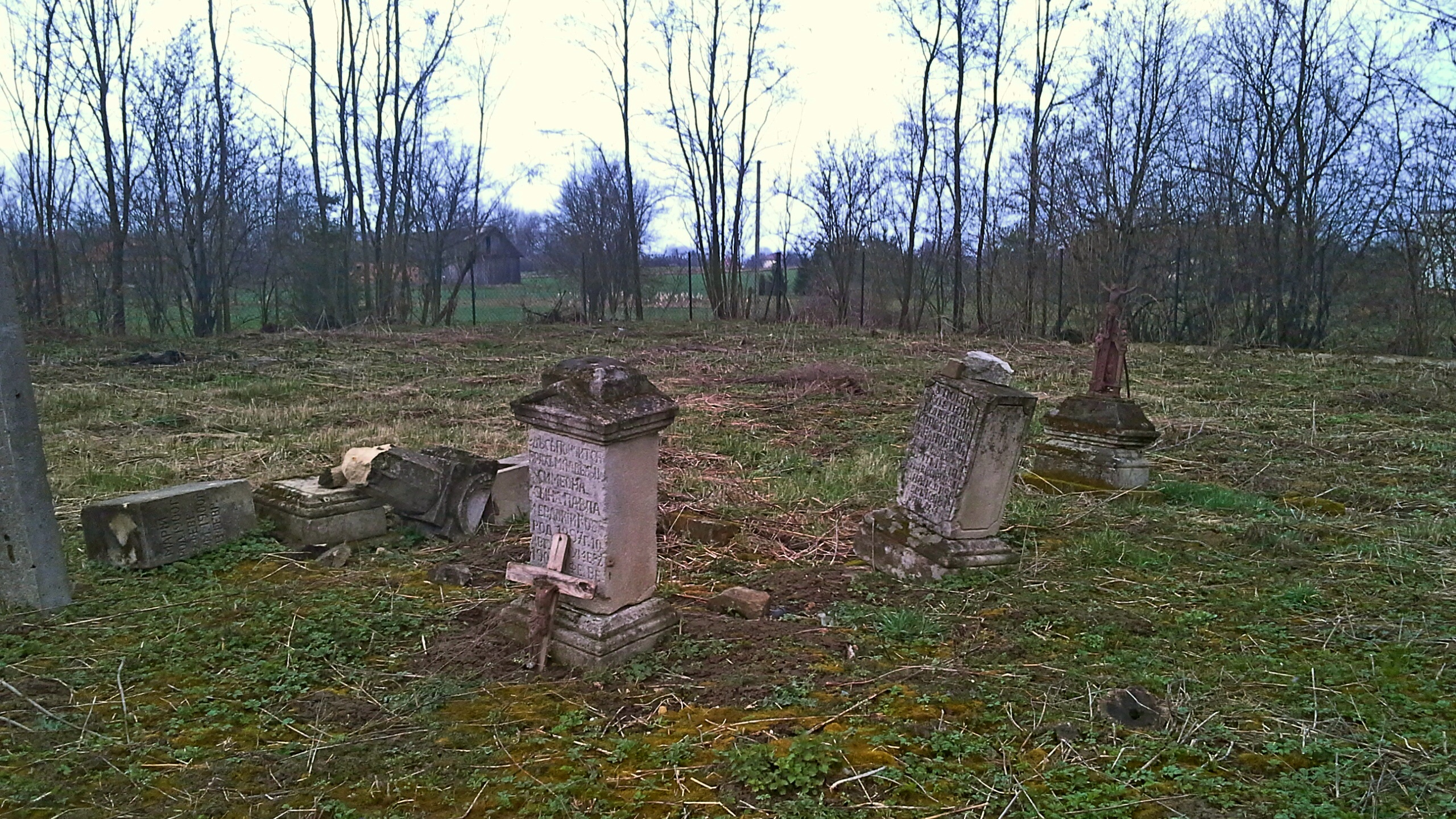
Православний цвинтар

За королівською люстрацією 1589 р. Мірче — село округи Тишівців Белзького повіту Белзького воєводства: у володінні Симона Мірецького налічувалось 2 лану оброблюваної землі, 3 загородники і 6 коморників, у володінні Георгія Мірецького налічувалось 2 лану оброблюваної землі, 1 загородник і 2 коморників, у володінні Івана Ляшковського й Івана Мірецького налічувалось 2 лану оброблюваної землі.
1749 року вперше згадується церква в селі. В 1772 р. згоріла місцева дерев'яна парафіяльна церква. У 1814 р. українці-грекокатолики змурували нову церкву Косми і Даміана. В 1827 р. були 121 будинок і 868 мешканців. У 1845 р. в селі збудований цукрозавод, на якому в 1885 р. працювало 150 робітників і вироблялося продукції на 200 тисяч ринських.
Село сильно постраждало під час боїв Першої світової війни між російською та австро-угорською арміями. Внаслідок бойових дій та російської евакуації влітку 1915 року місцевого українського православного населення вглиб Російської імперії, Мірче було повністю спалене, також знищено цукроварню, українське населеннє виїхало, а польське невдовзі повернулося.
Від 1867 до 1936 р. Мірче було адміністративним центром однойменної волості (ґміни). У 1936 р. територія ліквідованої ґміни Мірче приєднана до ґміни Ментке. Поляки після окупації Холмщини в 1919 р. забрали церкву під костел.
Вночі з 21 на 22 жовтня 1943 р. відділ Batalionów Chłopskich (Селянських батальйонів) під командуванням Станслава Басая пс. «Рись» спалив частину села вбиваючи 29 цивільних українців — в тому 12 жінок і 1 дитину.
У 1943 році в селі проживало 834 українців та 365 поляків. У серпні 1944 року місцеві мешканці безуспішно зверталися до голови уряду УРСР Микити Хрущова з проханням включити село до складу УРСР, звернення підписало 42 осіб.
6-15 липня 1947 року під час операції «Вісла» польська армія виселила зі села на приєднані до Польщі північно-західні терени 2 українців. У селі залишилося 405 поляків. Ще 3 невиселених українців підлягали виселенню.
У 1975—1998 роках село належало до Замойського воєводства.
З 2002 року українські волонтери періодично проводять прибирання на покинутому українському цвинтарі села.

## Населення
Демографічна структура станом на 31 березня 2011 року:
|          | Загалом | Допрацездатний вік | Працездатний вік | Постпрацездатний вік |
| -------- | ------- | ------------------ | ---------------- | -------------------- |
| Чоловіки | 730     | 138                | 506              | 86                   |
| Жінки    | 720     | 114                | 425              | 181                  |
| Разом    | 1450    | 252                | 931              | 267                  |